# ستيف ميلر (كاتب خيال علمي)
ستيف ميلر (بالإنجليزية: Steve Miller)‏‏ (31 يوليو 1950 في بالتيمور - 20 فبراير 2024)؛ كاتب، وروائي، وكاتب خيال علمي من الولايات المتحدة.